# كلوتان
كلوتان (بالفارسية: کلوتان) هي قرية تقع في قسم جلغة تشاة هاشم الريفي (مقاطعة دلغان) في إيران. يقدر عدد سكانها بـ 246 نسمة .